# Crocidura elgonius
Crocidura elgonius Osgood, 1910 è un toporagno della famiglia dei Soricidi diffuso in Kenya, Tanzania e Uganda.

## Descrizione

### Dimensioni
Toporagno di piccole dimensioni con la lunghezza della testa e del corpo tra 55 e 68 mm, la lunghezza della coda tra 33 e 40 mm, la lunghezza del piede tra 9 e 11 mm, la lunghezza delle orecchie tra 7 e 8 mm e un peso fino a 4,6 g.

### Aspetto
Le parti dorsali sono brunastre mentre quelle ventrali sono biancastre con chiazzature grigiastre e la base dei singoli peli grigia. La linea di demarcazione tra le due colorazioni lungo i fianchi è netta. Le orecchie sono prominenti e prive di peluria. Le zampe anteriori sono più chiare del dorso, mentre quelle posteriori sono marroni scure alle estremità delle dita e lungo i bordi, mentre sono giallastre nelle parti più interne. La coda è lunga quasi quanto la testa ed il corpo , è scura sopra, chiara sotto ed è ricoperta di peluria per almeno il 66% della superficie.

## Biologia

### Comportamento
È una specie terricola e notturna.

## Distribuzione e habitat
La specie è diffusa nelle foreste afromontane del Kenya occidentale e sui monti dell'Arco Orientale della Tanzania, al di sopra dei 1000 m di altitudine. È possibile che sia presente anche sul versante ugandese del monte Elgon. Nei Monti Udzungwa è il toporagno più numeroso.
Vive nelle foreste secche a circa 600 metri di altitudine ma assente in quelle più umide al di sopra dei 1.000 metri. È stato osservato nella vegetazione putrescente ai margini delle paludi.

## Conservazione
La IUCN Red List, considerato il vasto areale e la popolazione numerosa, classifica C.elgonius come specie a rischio minimo (Least Concern).